# Gåte
Pour les articles homonymes, voir Gate.
Gåte (prononcé : ['go:tɘ], « gôte ») est un groupe de folk rock norvégien, originaire de Trondheim. Le groupe annonce vouloir faire une pause le 6 septembre 2005 à la suite de la volonté de Gunnhild, la chanteuse, de passer à autre chose. Douze ans plus tard, en 2017, le groupe revient sur scène avec de nouveaux albums et une nouvelle composition des membres. En août 2023, Sveinung Sundli annonce quitter Gåte, évoquant l'impossibilité de concilier sa vie de famille, d'artiste et ses activités extra musicales (il est aussi restaurateur).

À la suite de leur victoire au Melodi Grand Prix 2024, le groupe représente la Norvège au Concours Eurovision de la chanson 2024, avec la chanson Ulveham.

## Biographie

### Formation
Le groupe est formé à Trondheim en avril 1999, et comprend à l'origine Sveinung Sundli, sa petite sœur Gunnhild Sundli (chant), Gjermund Landrø (basse, chœurs), Martin Langlie (batterie) et Magnus Robot Børmark (guitare, claviers). Langlie est remplacé par Kenneth Kapstad en 2004,,. Le groupe publie son premier EP (Gåte) en 2000, et gagne rapidement en popularité. Un second EP, aussi auto-produit, est publié en 2002.

### Albums et EP
Leur premier album, intitulé Jygri, est publié et devient un succès en Norvège et à l'international, particulièrement en Scandinavie et en Allemagne. Ils attirent aussi l'intérêt médiatique, en particulier pour la voix atypique de Gunnhild Sundli, avec des rumeurs qui suggéreront son départ du groupe et le commencement d'une carrière en solo. Après la sortie d'un autre EP, Statt Opp (Maggeduliadei), en 2003 et de leur deuxième album, Iselilja en 2004, le groupe annonce une pause. Dans un communiqué de presse publié le 6 septembre, cette pause s'explique par le fait que Gunnhild souhaite se consacrer à autre chose. Mais en 2006, la société Warner Music Norway publie un album live, Liva,.

### Concert d'adieu (2005) puis retour (2017)
Le groupe se réunit pour un concert d'adieu en 2005, mais décide de continuer après une série de cinq concerts en 2010. Leur cinquième concert s'effectue à l'Oslo Opera House, et le groupe décide d'en finir à ce moment. Sept ans plus tard, en 2017, Gåte fait son retour. Ils reviennent mais dans une nouvelle configuration : Sveinung est de la partie ainsi que sa sœur Gunnhild. Outre les frère et sœur Sundli, le groupe reformé revient en trio, avec leur guitariste de toujours Magnus Børmark. Aux trois membres d'origine s'ajoutent deux nouvelles recrues : Mats Paulsen, aux commandes des basse et claviers, et Jon Even Schärer à la batterie et aux percussions.

### Départ de Sveinung Sundli et tournée (2023)
En août 2023, Sveinung Sundli annonce sa décision de quitter Gåte, évoquant l'impossibilité de concilier sa vie de famille et ses activités en sus du groupe. Sveinung Sundli évoque également la possibilité d'aider son fils Leo Davadi Sundli et sa « carrière orageuse » ; jeu de mots pour évoquer le nom de scène de son fils :  "Storm",. Afin de ne pas créer de hiatus et plonger le groupe dans l'embarras juste aux portes de sa tournée d'automne, Sveinung Sundli fait appel à John Stenersen, musicien du groupe Wardruna, qui accepte sa proposition. Gåte décide que le spectacle doit continuer et poursuit sa tournée d'automne 2023.  

### Participation à l'Eurovision (2024)
Le 5 janvier 2024, il est annoncé que Gåte fait partie des dix-huit participants au Melodi Grand Prix 2024, la soixante-deuxième édition de la présélection norvégienne pour l'Eurovision avec leur chanson intitulée Ulveham.
Dans un premier temps, le groupe présente sa chanson à la deuxième des trois demi-finales, le samedi 17 janvier 2024, et se qualifie pour la finale. Lors de la finale, diffusée le 3 février 2024, le groupe termine d'abord à la deuxième place à l'issue des votes des jurys, avec 76 points. Le public les classe ensuite premiers avec 174 points, portant leur score à 250 points et leur permettant ainsi de remporter la compétition, entre autres face à KEiiNO et Margaret Berger.
Gåte devient donc le groupe représentant la Norvège à l'Eurovision 2024, à Malmö en Suède, avec la chanson Ulveham. Lors de la seconde demi-finale du concours, le 9 mai 2024, le groupe se qualifie pour la finale du 11 mai, durant laquelle il termine dernier sur 25 participants. 

## Style musical
Leur style musical est un savant mélange de musique folklorique norvégienne, de rock et d'un peu d'electro. Leurs chansons sont pour la plupart reprises de chants traditionnels norvégiens, et certaines paroles sont tirées de poèmes de la poétesse norvégienne Astrid Krogh Halse.

## Membres

### Membres actuels
- Gunnhild Sundli (1999-2005, puis 2017-) - chant
- Magnus Robot Børmark (1999-2005, puis 2017-) - guitare, synthétiseur
- Jon Even Schärer - batterie, chant (2017-)
- Mats Paulsen - Basse, chant (2017-)
- John Stenersen – moraharpa, synthétiseur, chant (concerts, 2023-)[13]

### Anciens membres
- Martin Viktor Langlie (1999-2004) - batterie, percussions
- Gjermund Landrø (1999-2005) - basse
- Kenneth Kapstad (2004-2005) - batterie, percussions
- Sveinung Sundli (1999-2005, puis 2017-2023) - violon, claviers[16]

## Discographie

### Albums studio
- 2002 : Jygri[8]
- 2004 : Iselilja[17]
- 2006 : Liva[10]
- 2018 : Svevn[18]
- 2021 : Nord[19]
- 2023 : Vandrar[20],[21]

### Singles
- 2000 : Gammel
- 2000 : Liti Kjersti
- 2001 : Kringelhauk
- 2002 : Gåte
- 2002 : Bendik og Årolilja[22]
- 2002 : Til deg[23]
- 2002 : Kara tu omna[24]
- 2003 : Statt opp (Maggeduliadei)
- 2004 : Sjåaren[25]
- 2004 : Sjå attende[26],[27]
- 2017 : Stolt Solvår[28]
- 2017 : Rideboll og Gullborg[29]
- 2017 : Attersyn
- 2018 : Kom no Disjka (avec Jon Gjelten)
- 2018 : Bannlyst
- 2023 : Svarteboka[30] (avec Djerv[b])[31]
- 2024: Ulveham

### Autres
- Kjærleik en piste 17 sur le premier CD de la compilation Venn
- 2006 : Liva (DVD sorti le 2 octobre)